# سکوم
سِکوم (به انگلیسی: Cecum) یا کورروده بخش آغازین روده بزرگ (فراخ‌روده) است که زائده آپاندیس نیز به انتهای بن‌بست آن متصل می‌شود.
سِکوم بین ایلئوم و کولون قرار دارد. در ابتدای سِکوم، دریچه ایلئوسکال قرار دارد که مانع بازگشت مدفوع از روده بزرگ به روده کوچک می‌شود.

## کالبدشناسی
سِکوم به صورت کیسهٔ بزرگ و بن‌بستی است که قسمت ابتدایی روده بزرگ را می‌سازد. سِکوم در پایین دریچهٔ ایلئوسکال و در حفرهٔ تهیگاهی (ایلیاک) راست قرار دارد. سِکوم بسیار کوتاه است. پهنای سِکوم از درازایش بیشتر است و دارای طولی در حدود ۷ سانتی‌متر و عرضی برابر با ۶ سانتی‌متر می‌باشد.
سِکوم از قدام با قوس‌های روده و صفاق و از خلف با ماهیچه پسواس ماژور راست، ماهیچه تهیگاهی (ایلیاکوس) راست، عصب رانی، عصب تناسلی‌رانی (ژنیتوفمورال) و عصب پوستی‌رانی بیرونی راست مجاورت دارد. به سطح خلفی داخلی سکوم، آپاندیس متصل می‌شود.
خون‌رسانی سِکوم، توسط سرخرگ‌های سکال قدامی و خلفی (شاخه‌های شریان ایلئوکولیک) می‌باشد. سیاهرگ‌های کوروده‌ای قدامی و خلفی به سیاهرگ مزانتریک فوقانی تخلیه می‌شوند. اعصاب سمپاتیک و پاراسمپاتیک (واگ) از طریق شبکهٔ مزانتریک فوقانی، سِکوم را عصب‌دهی می‌کنند.

## نگارخانه

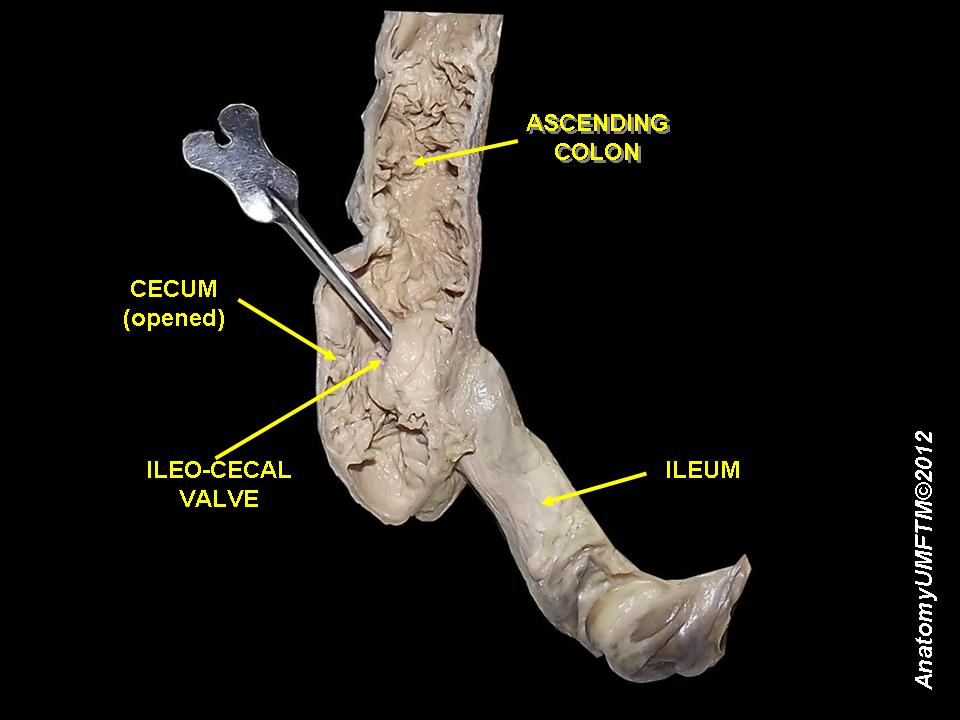
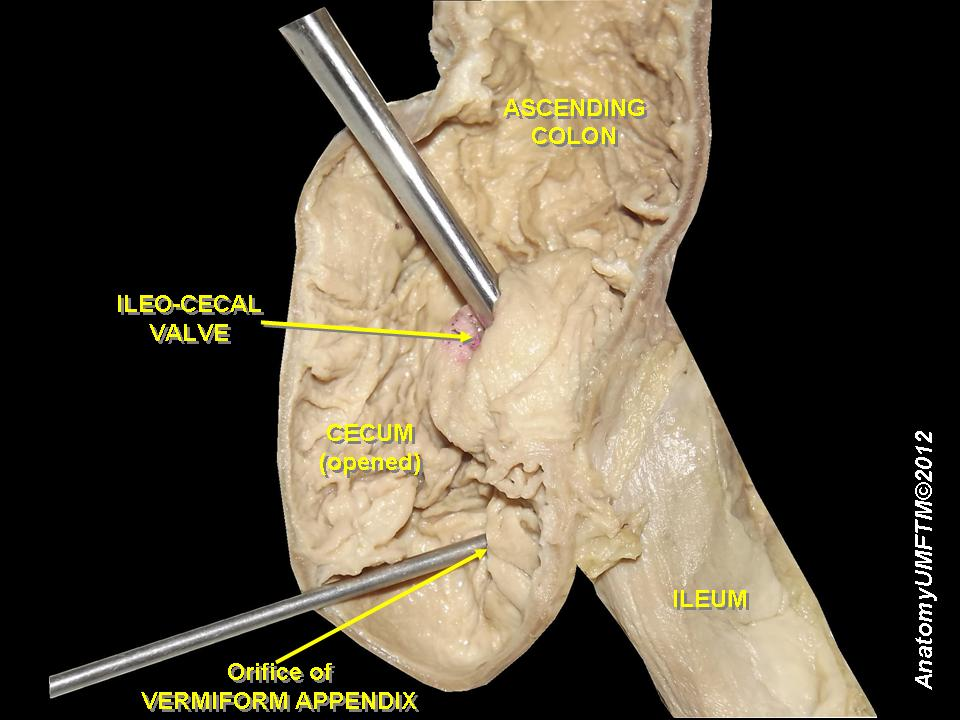
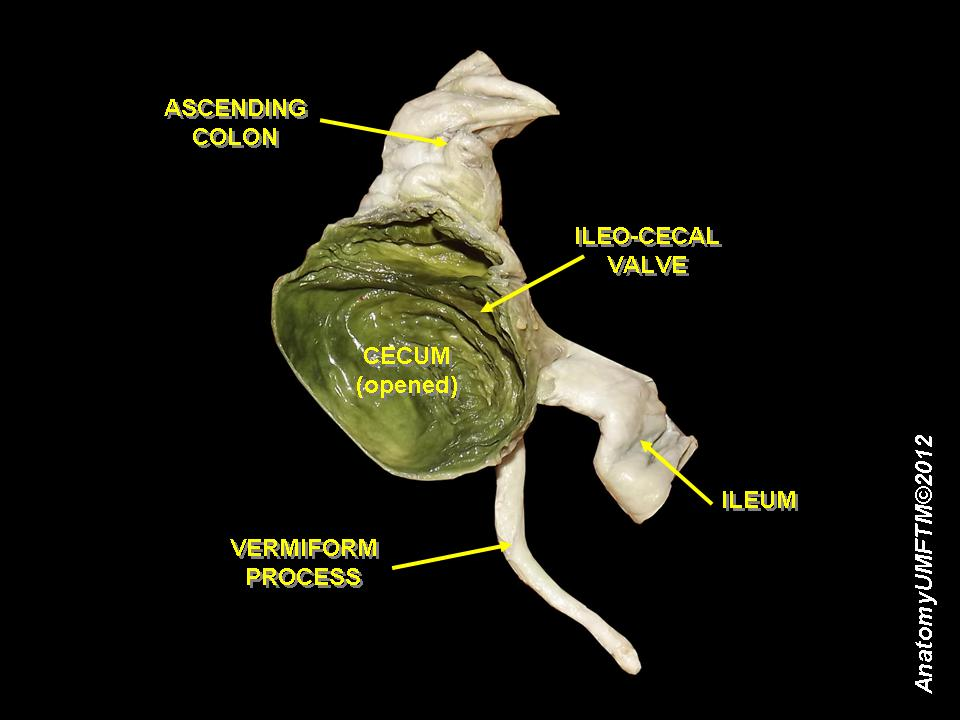
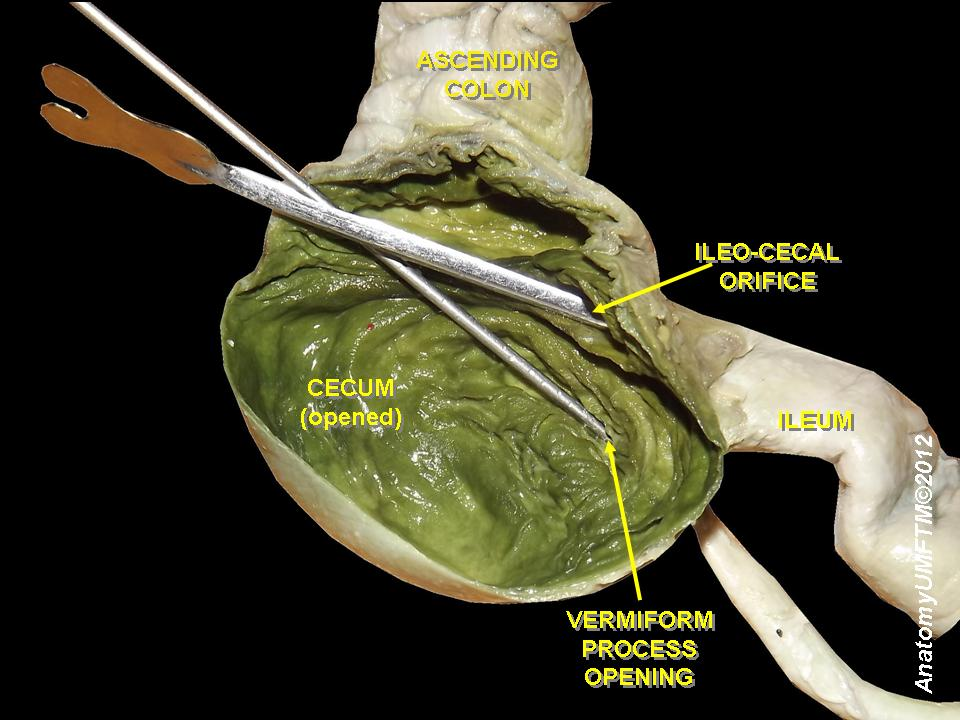
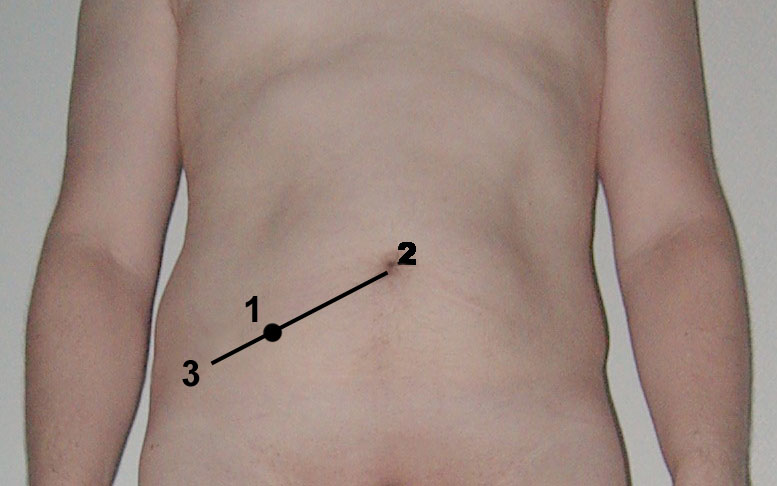
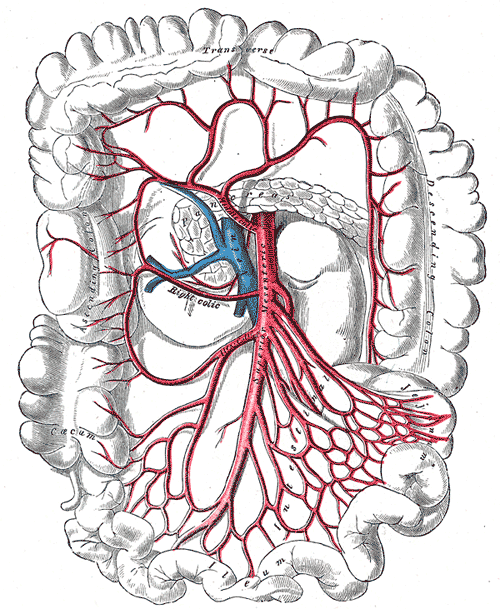
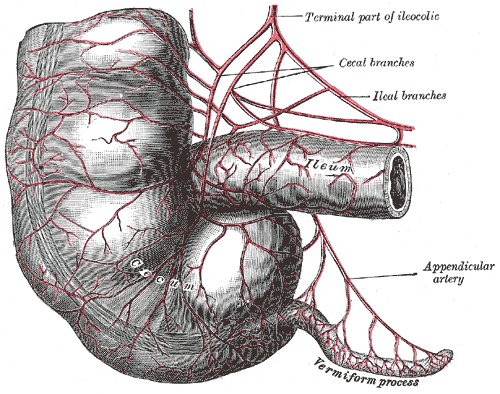
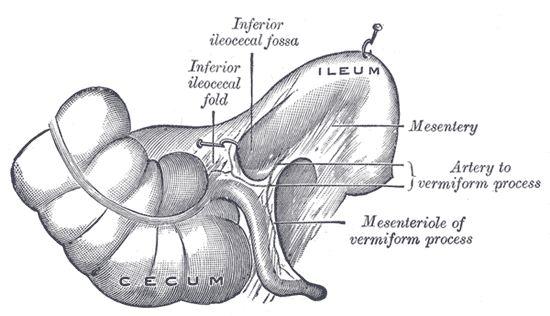
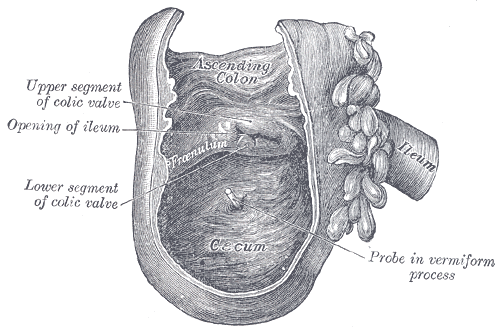
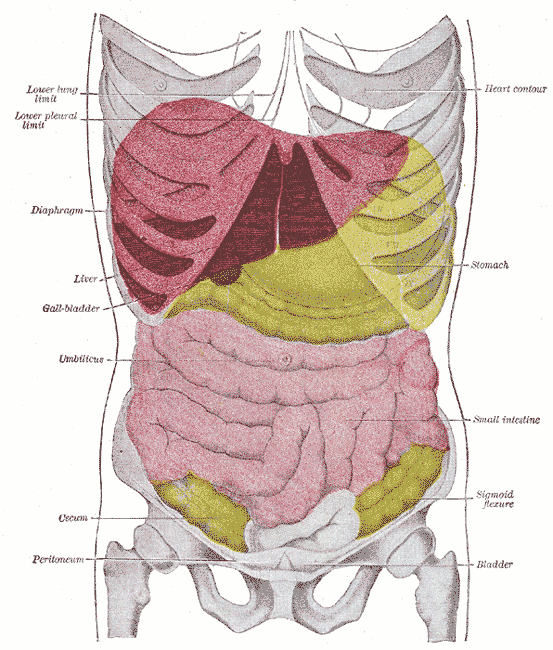
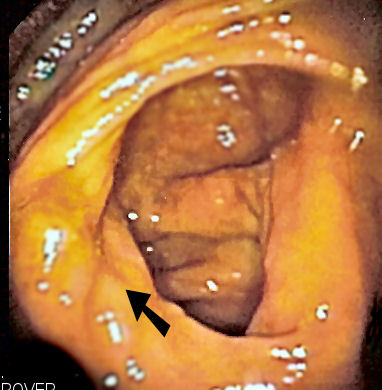